# Aufmüpfig
Aufmüpfig ist ein Adjektiv und bedeutet gemäß dem Wörterbuch Duden „aufsässig“, „widersetzlich“. Ursprünglich war es vor allem in Österreich und in Bayern gebräuchlich;  in den 1960er und 1970er Jahren wurde es darüber hinaus im gesamten deutschsprachigen Raum bekannt. Das zugehörige Substantiv lautet Aufmüpfigkeit.

## Wortherkunft und Begriffsverwendung
Aufmüpfig stammt vom schweizerischen Wort müpfig im Sinne von widersprechend, das auf muffig zurückgeht.
Der Begriff wurde seit etwa 1960 in der deutschsprachigen Presse verwendet. Von der Gesellschaft für Deutsche Sprache (GfDS), die ihren Sitz in Wiesbaden hat, wurde es 1972 zum „Spitzenwort“ der Wörter des Jahres 1971 erklärt. Es war der erste – und seinerzeit einmalig herausgegebene – sprachliche Jahresrückblick dieser Art der GfDS; seit 1978 veröffentlicht die GfDS jährlich die Wörter des Jahres.
Unter anderem bescheinigte damals der Sprachwissenschaftler Broder Carstensen dem Wort aufmüpfig „große Popularität“. Die GfDS führte die zunehmende Bekanntheit auf die Verwendung des Begriffs in der „Sprache der ‚Linken‘“ zurück.